# Bergisch-Marks voetbalkampioenschap 1920/21
In 1920/21 werd het tweede Bergisch-Marks voetbalkampioenschap gespeeld, dat georganiseerd werd door de West-Duitse voetbalbond. De competitie werd opgedeeld in vier reeksen waarvan de kampioenen het tegen elkaar opnamen.  
Duisburger SpV werd kampioen en plaatste zich voor de West-Duitse eindronde. In een groepsfase met 5 clubs werd de club ook West-Duits kampioen en stootte door naar de eindronde om de landstitel. De club versloeg eerst Hamburger SV en verloor dan van Berliner FC Vorwärts 1890. Na dit seizoen werd de Kreisliga vervangen door de Gauliga, waar slechts tien teams zich voor plaatsten. 

## Kreisliga

### Duisburg
| Plaats | Club                    | Wed. | W  | G | V  | Saldo | Ptn.  |
| ------ | ----------------------- | ---- | -- | - | -- | ----- | ----- |
| 1.     | Duisburger SpV          | 18   | 13 | 3 | 2  | 40:8  | 29:7  |
| 2.     | Duisburger FV 08        | 18   | 12 | 2 | 4  | 40:23 | 26:10 |
| 3.     | VfvB Ruhrort 1900       | 18   | 11 | 2 | 5  | 37:13 | 24:12 |
| 4.     | Meidericher SpV 02      | 18   | 8  | 4 | 6  | 23:26 | 20:16 |
| 5.     | TuBo Duisburg 48        | 18   | 6  | 5 | 7  | 16:16 | 17:19 |
| 6.     | SVgg Meiderich 06       | 18   | 7  | 2 | 9  | 22:29 | 16:20 |
| 7.     | SV Viktoria 99 Duisburg | 18   | 5  | 5 | 8  | 22:24 | 15:21 |
| 8.     | BV Beeck 05             | 18   | 5  | 3 | 10 | 20:37 | 13:23 |
| 9.     | Duisburger SC Preußen   | 18   | 5  | 1 | 12 | 16:31 | 11:25 |
| 10.    | Homberger SpV 03        | 18   | 4  | 1 | 13 | 15:44 | 9:27  |

|  | Geplaatst voor finale en Gauliga 1921/22 |
|  | Geplaatst voor Gauliga 1921/22           |
|  | Play-off voor Gauliga 1921/22            |
|  | Degradatie                               |

### Düsseldorf
| Plaats | Club                          | Wed. | W | G | V  | Saldo | Ptn.  |
| ------ | ----------------------------- | ---- | - | - | -- | ----- | ----- |
| 1.     | Düsseldorfer SC 1899          | 14   | 9 | 3 | 2  | 31:18 | 21:7  |
| 2.     | BC 05 Düsseldorf              | 14   | 5 | 8 | 1  | 16:13 | 18:10 |
| 3.     | BV 04 Düsseldorf              | 14   | 6 | 4 | 4  | 29:24 | 16:12 |
| 4.     | TuRU 1880 Düsseldorf          | 14   | 6 | 4 | 4  | 22:20 | 16:12 |
| 5.     | VfB Hilden 03                 | 14   | 5 | 4 | 5  | 28:26 | 14:14 |
| 6.     | Düsseldorfer SC Viktoria 02   | 14   | 3 | 6 | 5  | 19:20 | 12:16 |
| 7.     | Düsseldorfer TSV Fortuna 1895 | 14   | 4 | 3 | 7  | 19:18 | 11:17 |
| 8.     | Düsseldorfer TV 1847          | 14   | 1 | 2 | 11 | 15:40 | 4:24  |

Wedstrijd voor de derde plaats
| Team 1           | Uitslag  | Team 2          |
| ---------------- | -------- | --------------- |
| BV 04 Düsseldorf | 1:3 n.v. | TuRU Düsseldorf |

### Berg
| Plaats | Club                     | Wed. | W  | G | V | Saldo | Ptn.  |
| ------ | ------------------------ | ---- | -- | - | - | ----- | ----- |
| 1.     | Cronenberger SC 02       | 16   | 10 | 4 | 2 | 50:18 | 24:8  |
| 2.     | VfB 06 Remscheid         | 16   | 8  | 3 | 5 | 26:24 | 19:13 |
| 3.     | SSV 1904 Elberfeld       | 16   | 6  | 4 | 6 | 20:20 | 16:16 |
| 4.     | SC Sonnborn 07           | 16   | 6  | 4 | 6 | 28:27 | 16:16 |
| 5.     | BV Solingen 98           | 16   | 5  | 5 | 6 | 20:20 | 15:17 |
| 6.     | SV Germania 07 Elberfeld | 16   | 5  | 5 | 6 | 15:25 | 15:17 |
| 7.     | VfB Barmen               | 16   | 4  | 6 | 6 | 21:30 | 14:18 |
| 8.     | VfR Ohligs               | 16   | 4  | 5 | 7 | 18:21 | 13:19 |
| 9.     | FC Solingen 95           | 16   | 4  | 4 | 8 | 19:32 | 12:20 |

Wedstrijd voor de derde plaats
| Team 1           | Uitslag | Team 2         |
| ---------------- | ------- | -------------- |
| SSV 04 Elberfeld | 1:0     | SC Sonnborn 07 |

|  | Geplaatst voor finale en Gauliga 1921/22 |
|  | Geplaatst voor Gauliga 1921/22           |
|  | Play-off voor Gauliga 1921/22            |
|  | Degradatie                               |

### Zuidwestfalen
| Plaats | Club                  | Wed. | W  | G | V  | Saldo | Ptn.  |
| ------ | --------------------- | ---- | -- | - | -- | ----- | ----- |
| 1.     | Eppenhausener FC 1911 | 14   | 10 | 2 | 2  | 45:16 | 22:6  |
| 2.     | TuS Gevelsberg        | 14   | 8  | 5 | 1  | 43:29 | 21:7  |
| 3.     | FC Jahn Siegen        | 14   | 8  | 3 | 3  | 34:22 | 19:9  |
| 4.     | TSV Hagen 1860        | 14   | 7  | 1 | 6  | 29:27 | 15:13 |
| 5.     | VfB Weidenau          | 14   | 6  | 3 | 5  | 27:32 | 15:13 |
| 6.     | Siegener SV 1907      | 14   | 6  | 2 | 6  | 24:27 | 14:14 |
| 7.     | SV Hüsten 09          | 14   | 1  | 2 | 11 | 18:45 | 4:24  |
| 8.     | FC 1906 Eiserfeld     | 14   | 1  | 0 | 13 | 22:44 | 2:26  |

### Eindronde

#### Halve finale
|  |                |              |                      |          |
|  | Duisburger SpV | 2 - 1 (n.v.) | Düsseldorfer SC 1899 | Duisburg |
|  |                |              |                      | Duisburg |

|  |                    |       |                       |        |
|  | Cronenberger SC 02 | 2 - 1 | Eppenhausener FC 1911 | Barmen |
|  |                    |       |                       | Barmen |

#### Finale
|  |                |              |                    |            |
|  | Duisburger SpV | 4 - 3 (n.v.) | Cronenberger SC 02 | Düsseldorf |
|  |                |              |                    | Düsseldorf |